# Port lotniczy Moskwa-Bykowo
Port lotniczy Moskwa-Bykowo (IATA: BKA, ICAO: UUBB) – port lotniczy położony w Bykowie, w obwodzie moskiewskim, w Rosji. Obecnie jest nieczynny dla ruchu pasażerskiego.